# Dean Tereu
Dean Tereu (ur. 9 lipca 1972 na Wyspach Cooka) – piłkarz z Wysp Cooka grający na pozycji obrońcy. Przez całą swą karierę grał w Titikaveka Rarotonga, reprezentant Wysp Cooka.

## Kariera klubowa
Mani od początku kariery związany był z Titikaveką Rarotonga, czyli od 1997 roku, wtedy klub podpisał z nim kontrakt. Z tym klubem nigdy nie zdobył Mistrzostwa Wysp Cooka ani Pucharu Wysp Cooka. W 2007 roku zdecydował się zakończyć karierę klubową.

## Kariera reprezentacyjna
Tereu w reprezentacji Wysp Cooka zadebiutował w 1998 roku. Podczas dwóch lat występów w tejże reprezentacji zaliczył 3 spotkania.